# Prolepsis tristis
Prolepsis tristis är en tvåvingeart som först beskrevs av Walker 1851.  Prolepsis tristis ingår i släktet Prolepsis och familjen rovflugor. Inga underarter finns listade i Catalogue of Life.